# Джордж Огдън Абел
Джордж Огдън Абел (на английски: George Ogden Abell) е американски астроном, изследовател, учител, администратор и популяризатор на образованието и науката.

## Биография
Роден е на 1 март 1927 година в Лос Анджелис, Калифорния. Завършва бакалавърска степен (1951), магистърска степен (1952) и докторска степен (1957) в Калифорнийския технологичен институт. Започва своята работа в астрономията като туристически гид в Обсерваторията Грифит, Лос Анджелис. Работи като астроном и в Калифорнийския университет, Лос Анджелис.
Абел е бил ентусиазиран от работата с младите хора. Той обучава над 20 години в Лятната научна програма за гимназиални ученици. След смъртта му програмата основава в негова чест „Фонд Стипендии Абел“. Той участва в продукцията на образователните телевизионни поредици „Разбиране на пространството и времето“ и „Проект Вселена“.
Абел е имал и друга страст – да развенчава псевдонаучни твърдения, такива като на Имануил Великовски. Абел е съосновател на Committee on Scientific Investigation of Claims of the Paranormal и допринася със статии за списанието The Skeptical Inquirer.
Абел председателства Комисията по космология към Международния астрономически съюз и е председател и член на борда на Тихоокеанското астрономическо общество. През 1970 г. е избран за член на Кралското астрономическо общество. Той е председател на департамента по астрономия към Калифорнийски университет, Лос Анджелис от 1968 до 1975 г. и на Комитета по образование към Американското астрономическо общество.
Абел имал назначение като редактор на списанието Astronomical Journal, което е трябвало да започне ефективно от 1 януари 1984 г., но той почива преждевременно на 7 октомври 1983 година, на 56-годишна възраст.

## Научна дейност
Най-добре познат е с работата си върху каталога от галактически струпвания (клъстери), събрани по времето на изследването на небето в Паломарската обсерватория. Абел анализира тяхното образуване и еволюция и демонстрира съществуването на супергрупи галактики, като отхвърля йерархичния модел на Carl Charlier. Също така открива как яркостта на клъстера може да бъде използвана като скала за определяне на отстоянието до нея. Прави известния списък от 86 планетарни мъглявини през 1966 г., която включва Абел 39.
Каталогът на Абел е почти завършен списък от приблизително 4000 клъстера, поне 30 от които имат червено отместване от Z = 0.2. Оригиналният каталог на галактическите струпвания, наблюдавани от северното полукълбо, е публикуван през 1958 г. Разширеният каталог, включващ и тези наблюдавани от южното полукълбо, е публикуван посмъртно през 1989 г. в сътрудничество с Харолд Корвин и Роналд Олуин.
Абел е съоткривател на периодичната комета 52п/Харингтън-Абел. Заедно с Питър Голдрайх точно установяват, че планетарните мъглявини еволюират от червени гиганти.

## Признание
- Астероидът 3449 Абел е кръстен в негова чест, както и обсерваторията „Джордж Абел“ в Open University в Милтън Кейнс, Англия.